# Liboslava Fafková mladší
Liboslava Fafková (12. prosince 1922 Praha – 24. října 1942 Koncentrační tábor Mauthausen) byla česká odbojářka z období druhé světové války a spolupracovnice operace Anthropoid popravená nacisty.

## Život

### Rodina, studia, zaměstnání
Liboslava Fafková se narodila 12. prosince 1922 v Praze v rodině Petra a Liboslavy starší Fafkových. Vystudovala tříroční odbornou střední školu pro ženská povolání a jednoroční vychovatelský kurz pro vychovatelky. Nejprve pracovala v ozdravovnách a poté pracovala pro Masarykovu ligu proti tuberkulóze, od února 1942 na jejím ústředí jako úřednice.

### Domácí odboj
Společně s rodiči a starší sestrou Relou se zapojila do protinacistického odboje. Na jaře roku 1942 rodina poskytla úkryt parašutistům operace Anthropoid chystajícím se na atentát na Reinharda Heydricha ve svém bytě v Kolínské ulici na pražských Vinohradech. Liboslava Fafková mladší navázala vážnou známost s Jozefem Gabčíkem, podle některých zdrojů došlo k mezi nimi i k zasnoubení. Po úspěšném provedení atentátu se Jozef Gabčík s Janem Kubišem a dalšími československými parašutisty ukrývali v kryptě chrámu svatého Cyrila a Metoděje na pražském Novém Městě, kde je rodina Fafkových pomáhala zásobovat potravinami a dalším materiálem. Všem se stala osudnou zrada Karla Čurdy, po které následovala vlna zatýkání spolupracovníků a jejich rodinných příslušníků.

### Zatčení, věznění, výslechy, ...
Jozef Gabčík s ostatními padl 18. června 1942 v chrámu Cyrila a Metoděje, Liboslava Fafková byla s rodiči i sestrou zatčena 22. června 1942 gestapem. Všichni byli vězněni nejprve v Praze a poté v Malé pevnosti Terezín. Dne 29. září 1942 byli stanným soudem odsouzeni k trestu smrti, dne 23. října 1942 převezeni do koncentračního tábora Mauthausen a o den později zastřeleni společně s dalšími spolupracovníky a rodinnými příslušníky atentátníků při fingované zdravotní prohlídce. (Liboslava Fafková mladší byla zastřelena 24. října 1942 v 10.50 hodin.)

Rodinní příslušníci
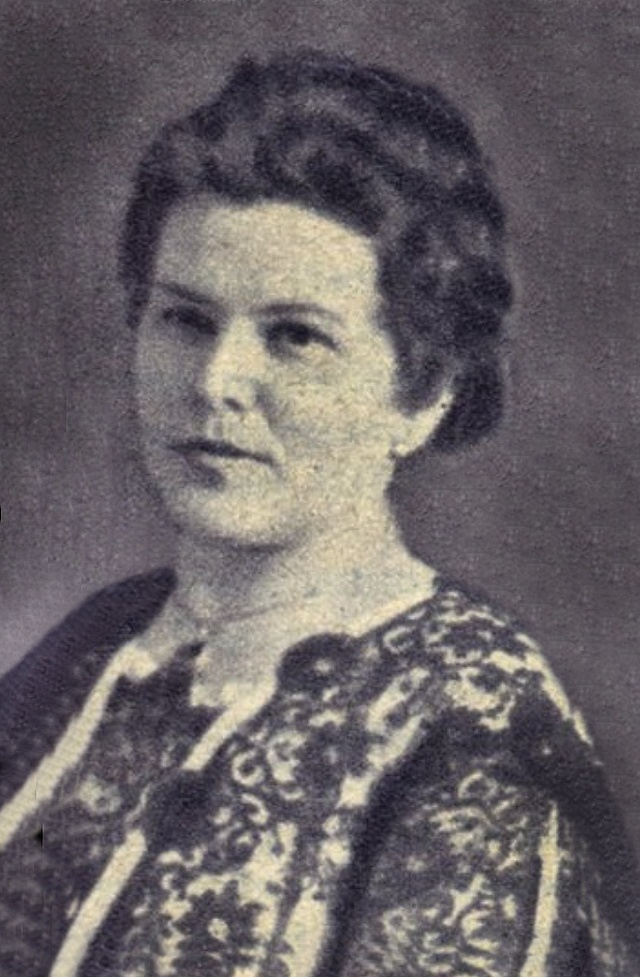
Matka Liboslava Fafková starší
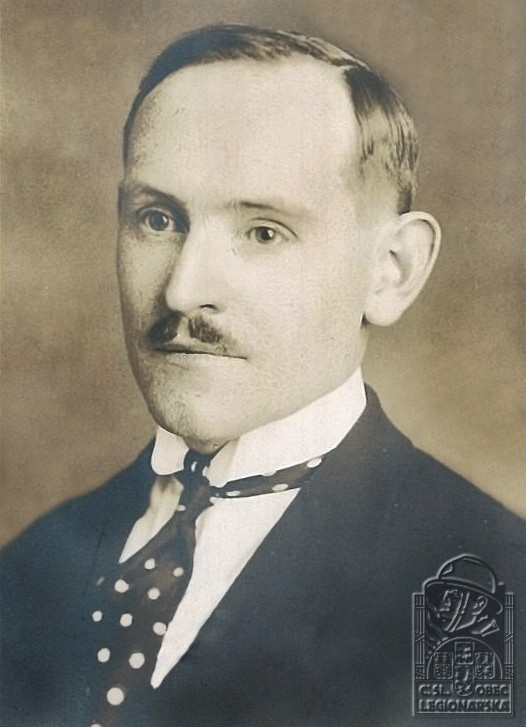
Otec Petr Fafek
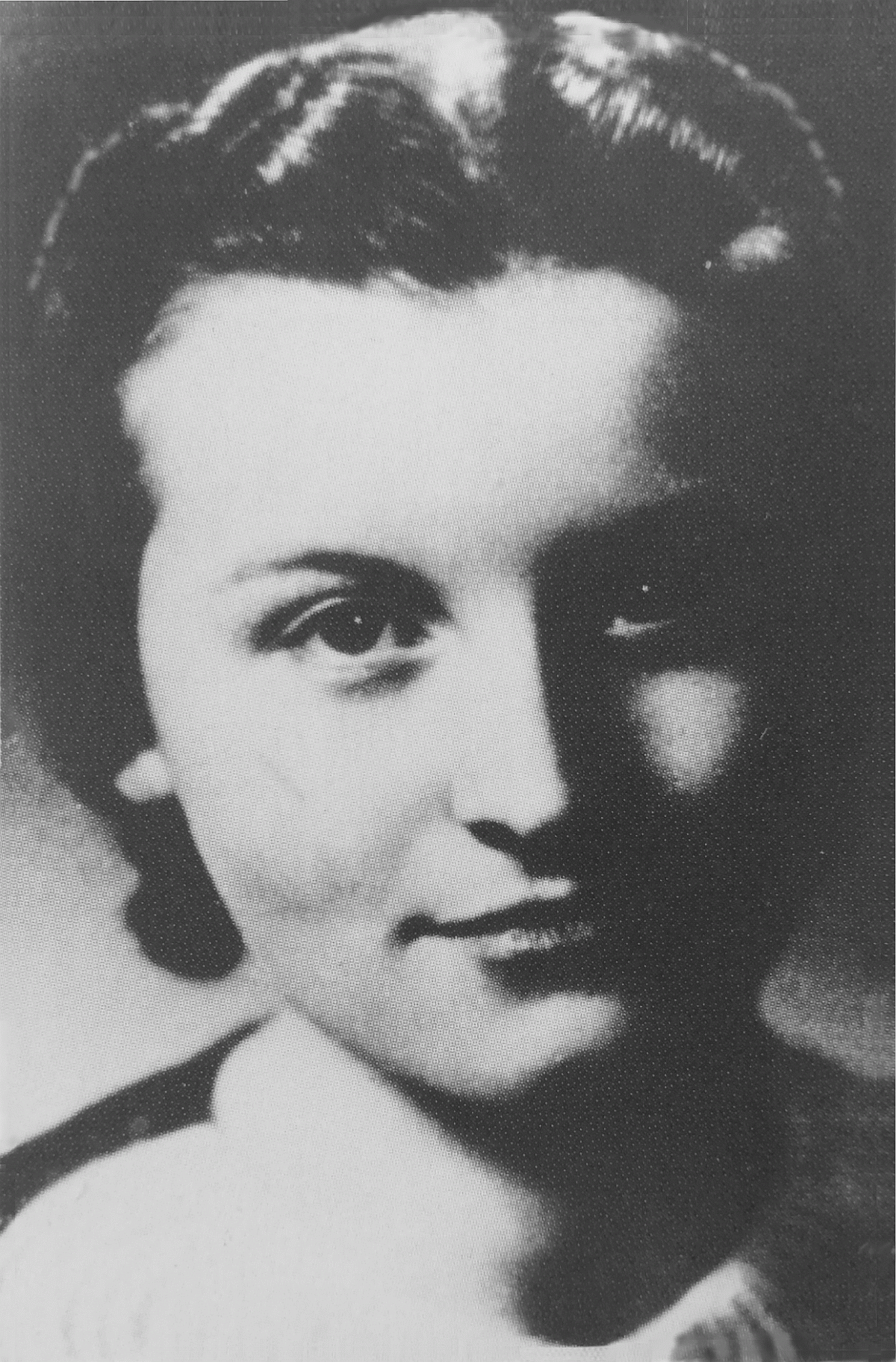
Sestra Rela Fafková

## Posmrtná ocenění
- Její jméno a jméno jejích rodičů a sestry jsou uvedeny na pomníku spolupracovníků parašutistů a jejich rodinných příslušníků, kteří byli popraveni v německém koncentračním táboře Mauthausenu. V lednu 2011 byl slavnostně odhalen na terase kostela sv. Cyrila a Metoděje v Resslově ulici v Praze.[2]
- Pamětní deska na domě na adrese Praha 3, Kolínská 1718/11 byla odhalena 6. května 1951. Na desce je nápis: "Z TOHOTO DOMU BYLI NACISTY ODVLEČENI / PETR FAFEK S MANŽELKOU LIBĚNOU / A S DCERAMI RELOU A LIBĚNOU / VŠICHNI BYLI POPRAVENI 24.X.1942 / V KONCENTR. TÁBOŘE MAUTHAUSENU / PRO UKRÝVÁNÍ PARAŠUTISTŮ / GABČÍKA A KUBIŠE // ČEST JEJICH PAMÁTCE!"[3]
- Pamětní deska rodiny Fafkovy (odhalena po 2. sv. válce farářem Kristianem Pavlem Lanštjákem) je umístěna v žižkovské Betlémské kapli. Na této pamětní desce je nápis: "Boj výborný bojoval jsem ... II.K.TIM.4,7. // PETR * 1893 / LIBOSLAVA / roz. Jiránková * 1892 / RELA * 1920 / LIBOSLAVA * 1921 / FAFKOVI / † V MAUTHAUSENU / 24. X. 1942 / Památce / svých věrných členů // Nedělní škola / a kruh sester."
- Jméno Liběna Fafková je rovněž uvedeno na pamětní desce obětí z řad členů Masarykovy ligy proti tuberkulóze na Náměstí Kinských 602/2, Praha 5 - Smíchov (v domě v přízemí proti schodišti). Na desce je nápis: „UKRÝVAJÍCÍ NARODNÍ MSTITELE NA HEYDRICHOVI, SVŮJ ŽIVOT ZA VLAST A NÁROD OBĚTOVALI TITO ČINOVNÍCI A ÚŘEDNÍCI MLPT: PETR FAFEK, RELA FAFKOVÁ, LIBĚNA FAFKOVÁ, ANNA ŠRÁMKOVÁ, MARIE KARBANOVÁ, JAN SONNEVEND, MUDR KAREL SVĚRÁK, MUDR SOBĚSLAV SOBEK, MUDR JAN VČELÁK, JUDR JIŘÍ PLESKOT SE 13 ČLENY SVÝCH RODIN. JAN SONNEVEND BYL POPRAVEN 4. ZÁŘÍ 1942 V PRAZE. OSTATNÍ BYLI POPRAVENI 24. ŘÍJNA 1942 V MAUTHAUSENU. ČEST JEJICH NEHYNOUCÍ PAMÁTCE! MASARYKOVA LIGA PROTI TUBERKULOSE“.[4]
- V pražských Vysočanech vznikla při příležitosti výstavby nové čtvrti Emila Kolbena ulice s názvem Fafkových.[5]

## Galerie

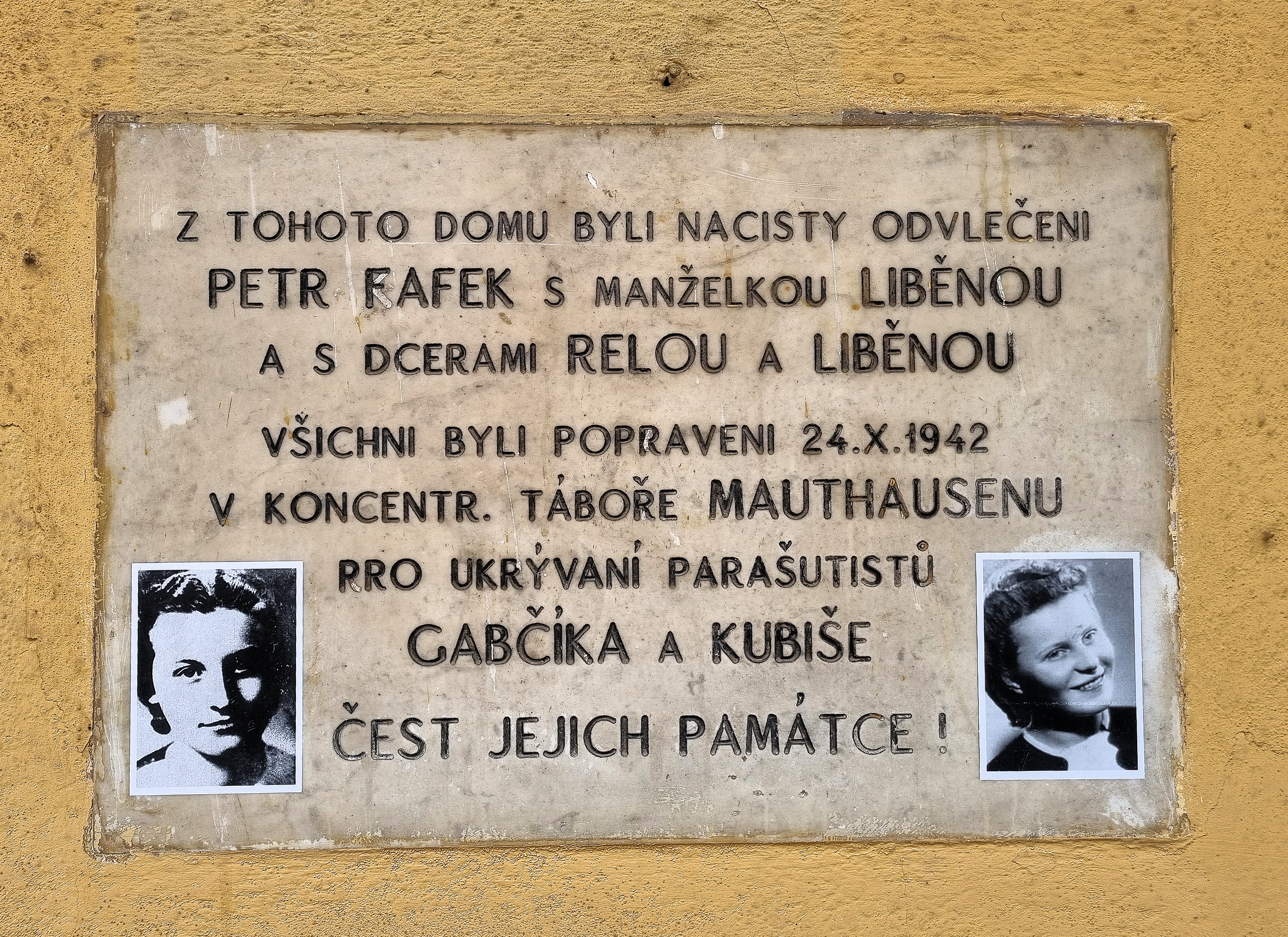
Pamětní deska rodiny Fafkových v Kolínské ulici v Praze
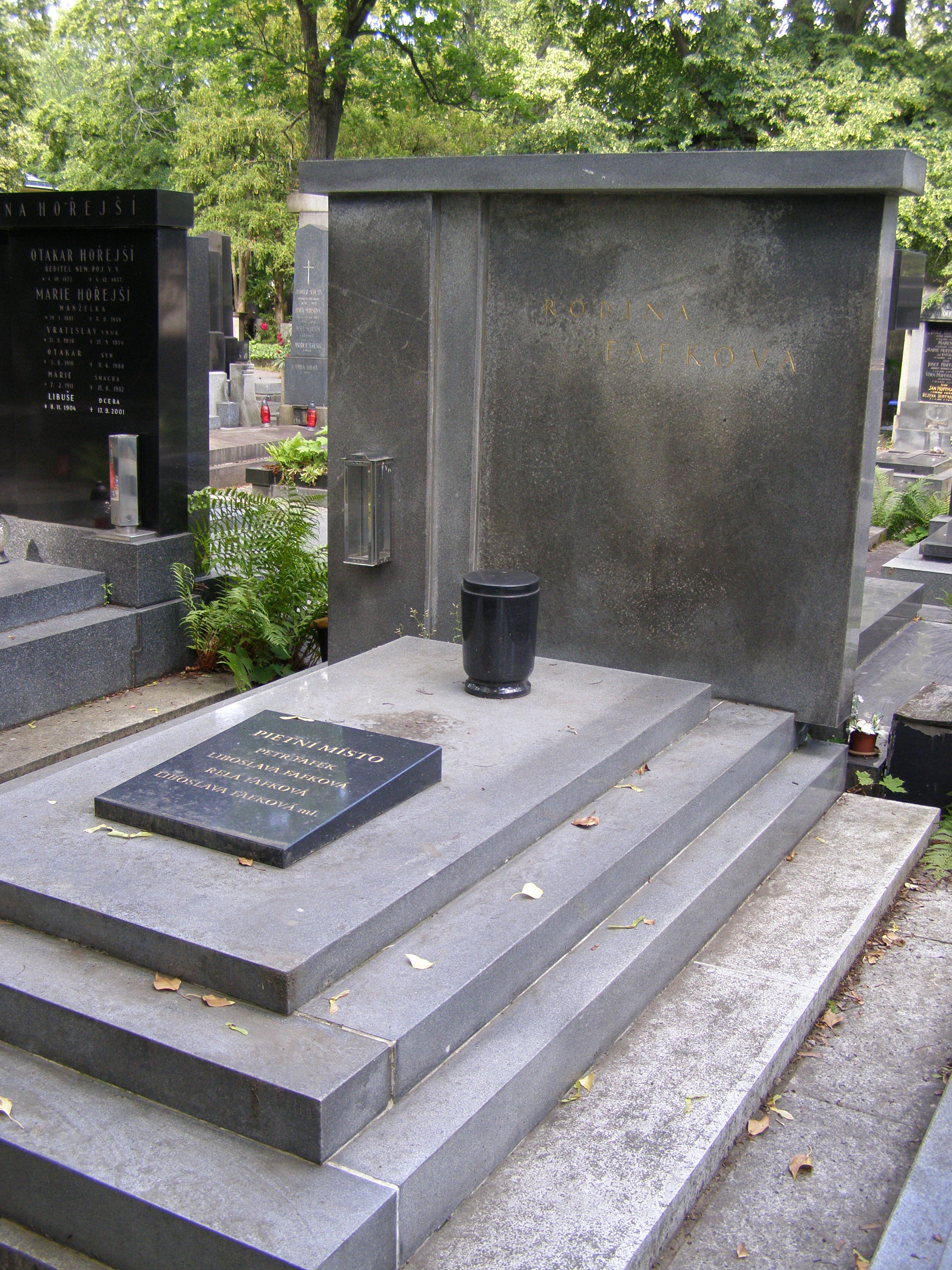
Symbolický hrob rodiny Fafkových na hřbitově Malvazinky v Praze
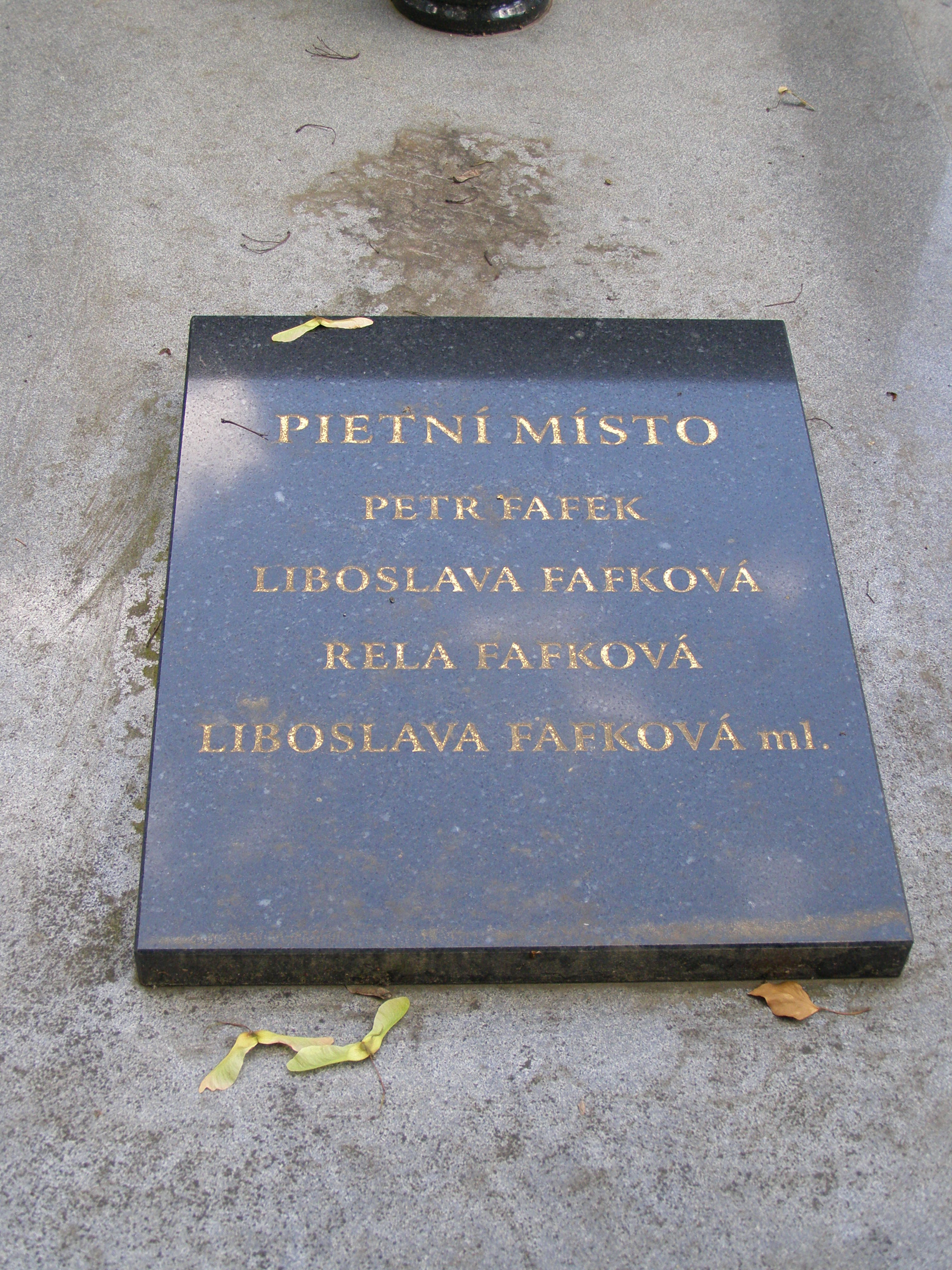
Pietní místo na hřbitově Malvazinky v Praze
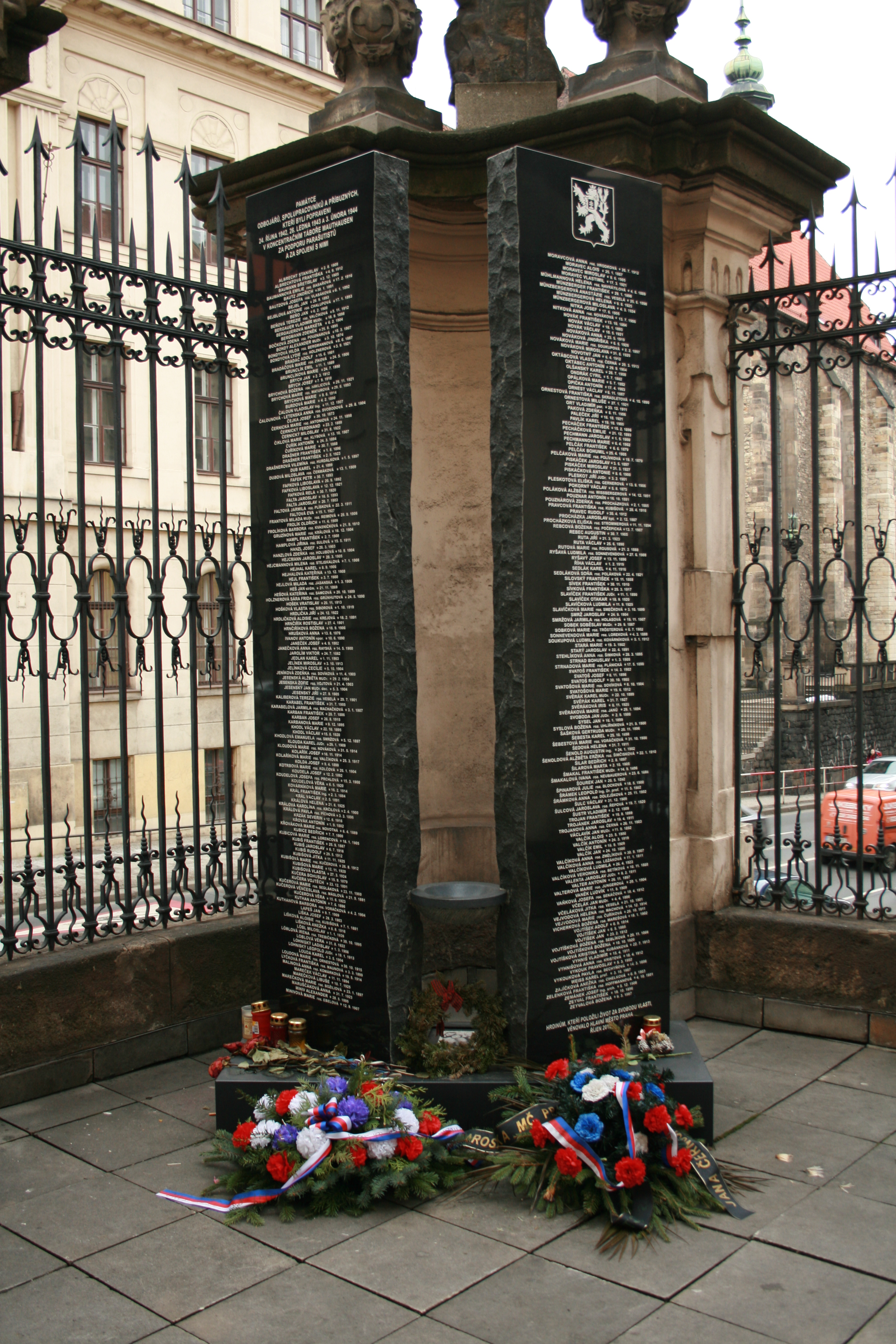
Pomník spolupracovníků parašutistů a jejich rodinných příslušníků na terase kostela sv. Cyrila a Metoděje v Resslově ulici v Praze
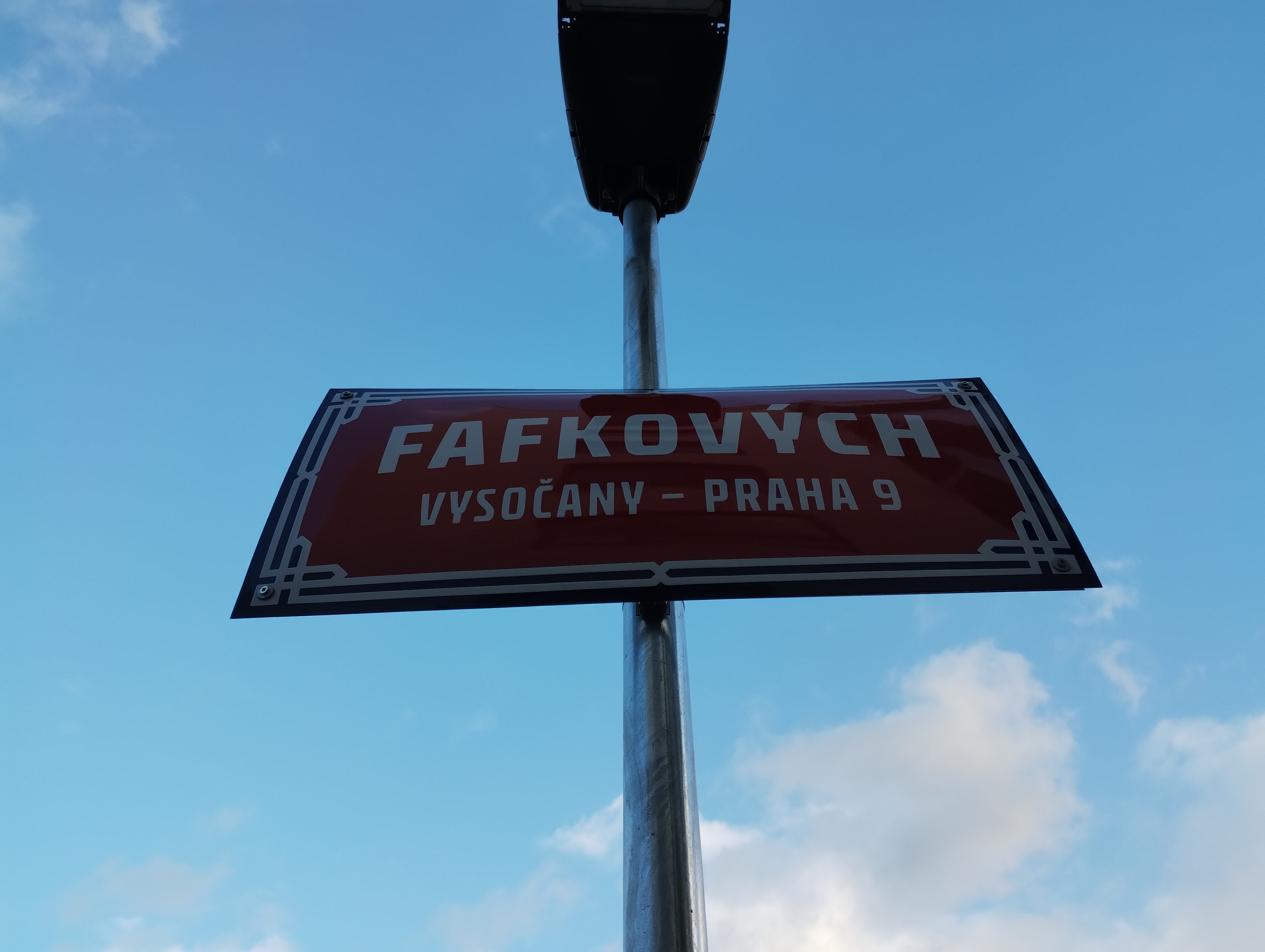
Ulice Fafkových v Praze-Vysočanech

## Liboslava Fafková v kultuře
- Postava Liboslavy Fafkové se pod jménem Liba objevuje v románu Lubomíra Kubíka Proč Gabčík nestřílel.[6]
- Postava Liboslavy Fafkové se pod jménem Lenka Fafková objevuje ve filmu Anthropoid a její představitelkou je Anna Geislerová.[7]